# Volleyball-DDR-Meisterschaft (Frauen) 1982/83
Die DDR-Volleyballmeisterschaft der Frauen wurde 1982/83 zum 33. Mal ausgetragen. Der SC Traktor Schwerin sicherte sich die vierte Meisterschaft in Folge. Diesmal setzten sie sich in den vier zusätzlichen Finalspielen gegenüber dem SC Dynamo Berlin durch. Den dritten Platz erkämpfte sich diesmal der TSC Berlin vor dem SC Leipzig.

## Modus
Ursprünglich sollten die vier Klubmannschaften (SC Traktor Schwerin, SC Dynamo Berlin, SC Leipzig und TSC Berlin) in vier Turnieren (jeweils jeder gegen jeden) von November 1982 bis Februar 1983 den Meister ermitteln. Das Präsidium des DSVB beschloss jedoch Mitte Januar in Bautzen, die Meisterschaft im Hinblick auf die Vorbereitungen zur Europameisterschaft im eigenen Land (September), um weitere vier Spiele zu verlängern. Die beiden Erstplatzierten der Hauptrunde spielten den Titel aus, während der Dritte und Vierte um die Bronzemedaille kämpften. Die erzielten Punkte und Sätze aus den vier Meisterschaftsturnieren, wurden für die Endwertung nicht in Betracht gezogen.

## Hauptrunde

### Ergebnisse

#### 1. Turnier in Ost-Berlin (TSC)
Das 1. Turnier fand vom 26. November bis 28. November 1982 in der TSC-Halle in Ost-Berlin statt.
| Paarung                              | Paarung | Paarung             | Ergebnis                                |
| ------------------------------------ | ------- | ------------------- | --------------------------------------- |
| Freitag: 26. November ab 17.00 Uhr   |         |                     |                                         |
| SC Leipzig                           | –       | SC Traktor Schwerin | 0:3 – (7:15, 5:15, 11:15)               |
| TSC Berlin                           | –       | SC Dynamo Berlin    | 0:3 – (8:15, 4:15, 2:15)                |
| Sonnabend: 27. November ab 15.00 Uhr |         |                     |                                         |
| SC Traktor Schwerin                  | –       | SC Dynamo Berlin    | 3:2 – (16:14, 8:15, 15:6, 12:15, 16:14) |
| TSC Berlin                           | –       | SC Leipzig          | 1:3 – (7:15, 10:15, 15:12, 3:15)        |
| Sonntag: 28. November ab 14.00 Uhr   |         |                     |                                         |
| SC Leipzig                           | –       | SC Dynamo Berlin    | 0:3 – (9:15, 4:15, 9:15)                |
| TSC Berlin                           | –       | SC Traktor Schwerin | 0:3 – (4:15, 0:15, 6:15)                |

#### 2. Turnier in Leipzig
Das 2. Turnier fand vom 17. Dezember bis 19. Dezember 1982 in der Sporthalle Brüderstraße in Leipzig statt.
| Paarung                              | Paarung | Paarung             | Ergebnis                         |
| ------------------------------------ | ------- | ------------------- | -------------------------------- |
| Freitag: 17. Dezember ab 17.00 Uhr   |         |                     |                                  |
| TSC Berlin                           | –       | SC Dynamo Berlin    | 0:3 – (10:15, 12:15, 11:15)      |
| SC Leipzig                           | –       | SC Traktor Schwerin | 0:3 – (7:15, 4:15, 8:15)         |
| Sonnabend: 18. Dezember ab 15.00 Uhr |         |                     |                                  |
| TSC Berlin                           | –       | SC Traktor Schwerin | 0:3 – (0:15, 0:15, 0:15)         |
| SC Leipzig                           | –       | SC Dynamo Berlin    | 0:3 – (5:15, 4:15, 2:15)         |
| Sonntag: 19. Dezember ab 14.00 Uhr   |         |                     |                                  |
| SC Dynamo Berlin                     | –       | SC Traktor Schwerin | 1:3 – (15:12, 14:16, 7:15, 7:15) |
| SC Leipzig                           | –       | TSC Berlin          | 3:0 – (15:0, 15:0, 15:0)         |

1. ↑  TSC Berlin – SC Traktor Schwerin 0:3 – (0:15, 4:15, 4:15) ; Wertung: 3:0 – (15:0, 15:0, 15:0) für Schwerin
2. ↑  SC Leipzig – TSC Berlin 2:3 – (15:4, 15:3, 12:15, 2:15, 11:15) ; Wertung: 3:0 – (15:0, 15:0, 15:0) für Leipzig

In beiden Spielen wirkten beim TSC Berlin zwei Spielerinnen unberechtigt mit.

#### 3. Turnier in Ost-Berlin (Dynamo)
Das 3. Turnier fand vom 28. Dezember bis 30. Dezember 1982 in der Dynamo-Halle IV im Sportforum Hohenschönhausen in Ost-Berlin statt.
| Paarung                  | Paarung | Paarung             | Ergebnis                                 |
| ------------------------ | ------- | ------------------- | ---------------------------------------- |
| Dienstag: 28. Dezember   |         |                     |                                          |
| SC Traktor Schwerin      | –       | SC Leipzig          | 3:0 – (15:2, 15:3, 15:0)                 |
| SC Dynamo Berlin         | –       | TSC Berlin          | 3:0 – (15:8, 15:5, 15:7)                 |
| Mittwoch: 29. Dezember   |         |                     |                                          |
| SC Leipzig               | –       | TSC Berlin          | 3:0 – (15:11, 15:12, 15:2)               |
| SC Dynamo Berlin         | –       | SC Traktor Schwerin | 2:3 – (15:10, 16:18, 15:11, 11:15, 4:15) |
| Donnerstag: 30. Dezember |         |                     |                                          |
| SC Traktor Schwerin      | –       | TSC Berlin          | 3:0 – (15:11, 16:14, 15:6)               |
| SC Dynamo Berlin         | –       | SC Leipzig          | 3:0 – (15:10, 15:9, 15:11)               |

#### 4. Turnier in Schwerin
Das 4. Turnier fand vom 4. Februar bis 6. Februar 1983 in der Sport- und Kongresshalle von Schwerin statt.
| Paarung                            | Paarung | Paarung          | Ergebnis                   |
| ---------------------------------- | ------- | ---------------- | -------------------------- |
| Freitag: 4. Februar ab 17.00 Uhr   |         |                  |                            |
| SC Dynamo Berlin                   | –       | SC Leipzig       | 3:0 – (15:2, 15:0, 15:13)  |
| SC Traktor Schwerin                | –       | TSC Berlin       | 3:0 – (15:0, 15:11, 15:11) |
| Sonnabend: 5. Februar ab 15.00 Uhr |         |                  |                            |
| SC Traktor Schwerin                | –       | SC Leipzig       | 3:0 – (15:2, 15:2, 15:7)   |
| SC Dynamo Berlin                   | –       | TSC Berlin       | 3:0 – (15:9, 15:6, 15:6)   |
| Sonntag: 6. Februar ab 14.00 Uhr   |         |                  |                            |
| TSC Berlin                         | –       | SC Leipzig       | 0:3 – (4:15, 5:15, 10:15)  |
| SC Traktor Schwerin                | –       | SC Dynamo Berlin | 3:0 – (15:7, 15:3, 15:8)   |

### Tabelle
| Pl. | Verein                       | Verein                  | S  | N  | Sätze | Punkte |
| --- | ---------------------------- | ----------------------- | -- | -- | ----- | ------ |
| 1   | Logo vom SC Traktor Schwerin | SC Traktor Schwerin (M) | 12 | 0– | 36:50 | 24     |
| 2   | Logo vom SC Dynamo Berlin    | SC Dynamo Berlin        | 08 | 04 | 29:12 | 20     |
| 3   | Logo vom SC Leipzig          | SC Leipzig              | 04 | 08 | 12:25 | 16     |
| 4   | Logo vom TSC Berlin          | TSC Berlin              | 0– | 12 | 01:36 | 12     |

 Qualifikant „Finale“
  Qualifikant „Spiel um Platz 3“
 (M) Vorjahresmeister

## Finalrunde

### Spiel um Platz 3
| Paarung                                                       | Paarung | Paarung    | Ergebnis                         |
| ------------------------------------------------------------- | ------- | ---------- | -------------------------------- |
| Freitag: 22. April in Leipzig                                 |         |            |                                  |
| SC Leipzig                                                    | –       | TSC Berlin | 2:3                              |
| Sonnabend: 23. April in Leipzig                               |         |            |                                  |
| SC Leipzig                                                    | –       | TSC Berlin | 0:3                              |
| Dienstag: 31. Mai um 18.00 Uhr in der TSC-Halle in Ost-Berlin |         |            |                                  |
| TSC Berlin                                                    | –       | SC Leipzig | 3:0 – (15:3, 15:9, 15:6)         |
| Mittwoch: 1. Juni um 17.00 Uhr in der TSC-Halle in Ost-Berlin |         |            |                                  |
| TSC Berlin                                                    | –       | SC Leipzig | 3:1 – (15:8, 11:15, 15:13, 15:9) |
| Endstand: TSC Berlin – SC Leipzig 4:0                         |         |            |                                  |

### Finale
| Paarung                                                                              | Paarung | Paarung             | Ergebnis                                  |
| ------------------------------------------------------------------------------------ | ------- | ------------------- | ----------------------------------------- |
| Freitag: 22. April um 18.00 Uhr in der Dynamo-Halle IV im Sportforum in Ost-Berlin   |         |                     |                                           |
| SC Dynamo Berlin                                                                     | –       | SC Traktor Schwerin | 1:3 – (7:15, 16:14, 7:15, 2:15)           |
| Sonnabend: 23. April um 15.00 Uhr in der Dynamo-Halle IV im Sportforum in Ost-Berlin |         |                     |                                           |
| SC Dynamo Berlin                                                                     | –       | SC Traktor Schwerin | 2:3 – (11:15, 16:14, 13:15, 15:11, 15:17) |
| Dienstag: 31. Mai um 18.00 Uhr in Neustadt-Glewe                                     |         |                     |                                           |
| SC Traktor Schwerin                                                                  | –       | SC Dynamo Berlin    | 3:2 – (11:15, 10:15, 15:10, 15:8, 15:11)  |
| Mittwoch: 1. Juni um 17.00 Uhr in Wittenberge                                        |         |                     |                                           |
| SC Traktor Schwerin                                                                  | –       | SC Dynamo Berlin    | 3:2 – (15:12, 11:15, 8:15, 15:1, 15:13)   |
| Endstand: SC Traktor Schwerin – SC Dynamo Berlin 4:0                                 |         |                     |                                           |

### Endstand
| Pl. | Verein                       | Verein                  |
| --- | ---------------------------- | ----------------------- |
| 1   | Logo vom SC Traktor Schwerin | SC Traktor Schwerin (M) |
| 2   | Logo vom SC Dynamo Berlin    | SC Dynamo Berlin        |
| 3   | Logo vom TSC Berlin          | TSC Berlin              |
| 4   | Logo vom SC Leipzig          | SC Leipzig              |

 DDR-Meister
 (M) Vorjahresmeister

## Meistermannschaft
| 1.                           | SC Traktor Schwerin |
| ---------------------------- | --- |
| Logo vom SC Traktor Schwerin | Spielerinnen: Karla Mügge , Anke Maukel, Andrea Heim, Cathrin Heydrich, Ute Oldenburg, Martina Schwarz, Dörte Stüdemann, Silke Rimkus, Christine Dittmann, Petra Zendel, Christiane Günther, Rita Loy, Ines Hellwig Trainer: Gerhard Fidelak |